# Paul Isak Tottie
Paul Isak Tottie, född 19 november 1774 i Enångers församling, Gävleborgs län, död 2 januari 1846 i Norbergs församling, Västmanlands län, var en svensk bruksägare och politiker.

## Biografi
Paul Isak Tottie föddes 1774 i Enångers socken. Han var son till brukspatronen Isak Tottie på Långvids bruk och Sara Beata Svedberg. Tottie arbetade som major och brukspatron på Gäsjö bruk i Västmanland. Han var riksdagsledamot för borgarståndet i Bergsbrukens femte valdistrikt vid riksdagen 1834–1835. Tottie avled 1846 i Norbergs socken.

### Familj
Tottie gifte sig första gången 1799 med Lovisa Ulrika Sasse och andra gången 1816 med Anna Kristina Fischier.